# Stadion Miejski w Katerini
Stadion Miejski – wielofunkcyjny stadion w Katerini, w Grecji. Został otwarty w 1964 roku. Obiekt może pomieścić 4956 widzów. Swoje spotkania rozgrywają na nim zawodnicy klubu Pierikos SFK. Stadion był jedną z aren piłkarskich Mistrzostw Europy U-19 2015. Rozegrano na nim cztery spotkania fazy grupowej, jeden półfinał oraz finał turnieju.